# Boguwola
Boguwola, Bohuwola – staropolskie imię żeńskie, złożone z członu Bogu- („Bóg”, ale pierwotnie „los, dola, szczęście”) i -wola („wola”). Imię to mogło więc powierzać córkę w opiekę dobremu losowi.
Boguwola imieniny obchodzi 28 stycznia i 8 grudnia.